# Cratere Langtry
Langtry  è un cratere sulla superficie di Venere. Deve il proprio nome all'atrice teatrale britannica Lillie Langtry.